# Filellum disaggregatum
Filellum disaggregatum is een hydroïdpoliep uit de familie Lafoeidae. De poliep komt uit het geslacht Filellum. Filellum disaggregatum werd in 1998 voor het eerst wetenschappelijk beschreven door Peña-Cantero, García-Carrascosa & Vervoort. 